# Provincia de Limburgo (Países Bajos)
Limburgo (en neerlandés: Limburg) más conocida como Limburgo neerlandés para distinguirla de su homónima vecina en Bélgica, es una de las doce provincias que conforman el Reino de los Países Bajos. Al igual que las demás provincias, está gobernada por un comisionado o comisario (llamado gobernador en esta provincia) designado por el monarca y una cámara legislativa elegida mediante sufragio universal. Limita al norte con las provincias de Brabante Septentrional (Noord-Brabant) y Güeldres (Gelderland), al este con el Estado federado alemán de Renania del Norte-Westfalia (Nordrhein-Westfalen) y al sur y al oeste con las provincias belgas de Limburgo y Lieja. Su capital es Maastricht; otras ciudades: Heerlen, Roermond y Venlo.
En el sureste de la provincia se halla el monte Vaalserberg (321 m), el punto más elevado del país. En su cumbre confluyen las fronteras de los Países Bajos, Bélgica y Alemania.

## Municipios
La provincia de Limburgo está dividida desde 2019 en 31 municipios:
| - Beek - Beekdaelen - Beesel - Bergen - Brunssum - Echt-Susteren - Eijsden-Margraten - Gennep - Gulpen-Wittem - Heerlen - Horst aan de Maas | - Kerkrade - Landgraaf - Leudal - Maasgouw - Maastricht - Meerssen - Mook en Middelaar - Nederweert - Peel en Maas - Roerdalen | - Roermond - Simpelveld - Sittard-Geleen - Stein - Vaals - Valkenburg aan de Geul - Venlo - Venray - Voerendaal - Weert |